# Kínai kel
A kínai kel (Brassica rapa var. pekinensis) a Brassica rapa fajcsoport (Brassica rapa) alfaja, a Brassica nemzetségébe tartozó növény.

## Származása, élőhelye
A Kelet-Ázsia mediterrán vidékeiről származó növényt Kínában és Japánban már a 3. században termesztették. Európába a 19. században került át, de az 1950-es évekig alig ismerték. Az utóbbi néhány évtizedben Nyugat-Európában és az USA-ban nagyon népszerűvé vált: Ausztriában és Svájcban az egyik legfontosabb zöldségnövény.

## Megjelenése, tulajdonságai
Nagy zöldtömeget termő, egyéves növény. Fajtáit a fej alakja, a levél színe, tömörsége alapján minősítik.
Vastag, viszonylag rövid (40–50 cm-es) karógyökeréből kevés oldalgyökér ágazik el a talaj felső, 10–30 cm-ében, ezért érzékenyen reagál a kiszáradásra. Főgyökere erősen rögzíti. Nagyon alacsony: úgy tűnik, mintha egyáltalán nem lenne szára. A tőrózsás alakok feje többé-kevésbé zárt. Közeli rokona, a Brassica chinensis Jusl. kevésbé borul be, viszont értékes főzelék-alapanyag a rendkívül vastag, mángoldhoz hasonló levélnyele.
A rendkívül rövid száron, torzsán ülő levelek közül a csúcs tájékán levők nem fejlődnek ki teljesen, hanem a bimbós kelhez hasonlóan rügyek maradnak. Egyik típusán a levelek hosszú, hengeres, a másikon zömök, kerekded fejjé állnak össze. A levelek széle a sima vagy hasadt, felületük általában kissé ragacsos, gyengén szőrös. Gyér, de viszonylag hosszú szőrei főleg a levélerek környékén nőnek. A levelek főere nagyon vastag (4–6 cm), és belőle a fonákon erősen kidudorodó mellékerek ágaznak ki. A levél lehet keskeny, hosszú, hosszúkás tojásdad vagy széles lapát formájú.
Magszára akár 1 m magas is lehet. A virágszáron kevés levél ül, főleg az elágazásoknál. A virágszárak felső harmada közepesen elágazik; a fürtvirágzat laza. Egyes virágokban a szabadon álló zöld csésze- és okkersárga sziromlevelek egymással átellenben állnak. A virágokban sok a nektár, és ezt nagyon szeretik a méhek, tehát jó mézelő növény is. A négy hosszabb és a két rövidebb porzószál szabadon áll; a két termőlevélből összenőtt magház felső állású. Kúpos, vékony csőrű becőtermése hegyes szöget zár be a magszárral. A csúcs felé két kopáccsal nyíló becőkben apró, 1–1,5 mm-es gömbölyű magok nőnek. A virág folyamatosan nyílik, és közben a túlérett termésekből pereg a mag.

## Termesztése
Helyre vetve és palántáról is szaporítható. Mivel a gyomokat hamar elnyomja, csak közvetlenül az ültetés (vetés) után kell gyomlálni vagy kapálni. A hidegtűrő zöldségfélék közé tartozik: kifejlett állapotban 3–5 °C-os fagyokat is elvisel. A nagy meleget is jól viseli. Vízigényes; száraz időben öntözni kell. Friss fogyasztásra akkor szedik, amikor már a fejek csúcsa is kemény.
Tipikusan rövid nappalos növény. A nálunk előforduló fajták a hosszú nappalok hatására általában fejképződés nélkül magszárba szöknek, ami ellen árnyékolásukkal védekezhetünk. Ázsiában vannak kifejezetten nyári termesztésre alkalmas fajták is.
Erősen nitrogén- és a káliumigényes. Rövid, 60–80 napos tenyészideje alatt sok tápanyagot von ki a talajból. A legtöbb talajban megterem, de a mészhiányra és a nagy sótartalomra is nagyon érzékeny. A talaj pH-ját célszerű 6,5–7,5 között tartani, mivel a káposztagolyva könnyen megtámadja.

## Kártevői
A legtöbb gondot a levéltetvek és a meztelen csigák okozzák.

## Tápértéke, felhasználása
Háromszor annyi fehérjét tartalmaz, mint a fejes káposzta. Sok C-vitamin, ásványi só és karotin is van benne. Fehérjéje könnyen emészthető. Íze a fejes káposztáéra emlékeztet, de gyengébb, kevésbé karakteres. Felhasználhatjuk salátának, főzeléknek, de vastag húsos levélerezetét spárga módjára is elkészíthetjük.